# Nepomyšl
Městys Nepomyšl (německy Pomeisl) se nachází v okrese Louny v Ústeckém kraji. Žije v něm 435 obyvatel. Městečkem protéká Dolánecký potok.

## Název
Název městečka je odvozen přivlasťnovací příponou z osobního jména Nepomysl ve významu Nepomyslův dvůr. V historických pramenech se název objevuje ve tvarech: Nepomisl (1361), Nepomislicz (1369), Nepomysl (1384–1399), Nepomissl (okolo roku 1405), Nepomisl (1395, 1410), z napomyzle (1455), w NePomyssli (1585), na Nepomyšli (1615), Pomeisel a Nepomissl nebo Nezamissl (1787) a Nepomyšl nebo Pomeisl (1854).

## Historie
První písemná zmínka o obci pochází z roku 1361, kdy zde sídlil Petr z Janovic. Po něm je v roce 1386 uváděn Jetřich z Janovic. V první čtvrtině 15. století se rychle vystřídalo několik majitelů: Eliška Koldicová z Dubé (1409–1414), Ctibor Čepec z Libiše (do roku 1417) a roku 1418 ji drželi Jindřich z Elsteberka, Albrecht z Koldic a Oldřich z Koněprus.
Z roku 1500 pochází první zmínka o zdejší tvrzi, která patřila bratrům Janu a Jindřichu z Údrče. Někdy v první polovině šestnáctého století byla vesnice povýšena na trhové městečko.
Jako další majitel je roku 1510 uváděn hrabě Alexander z Leisneku a po něm jeho bratr Huk, který velel v roce 1521 velel stavovskému vojsku. Po jeho smrti v roce 1538 statek zdědila dcera Amabilie, která ji roku 1539 prodala Albínu Šlikovi z Holíče. Brigita, vdova po Albínu Šlikovi, spravovala několik let majetek sama a potom ho prodala své příbuzné Elišce Šlikové. Eliška zemřela v roce 1566 a panství si rozdělili její děti Jindřich z Gutštejna z prvního manželství a Lukrécie Šliková z druhého. Ta roku 1571 prodala svou polovinu Jindřichovi, který se však velmi zadlužil a po jeho smrti muselo být panství prodáno.
Roku 1589 ho koupili bratři Jindřich, Václav, Jan, Asman a Adam ze Štampachu. Když v roce 1613 zemřel Jindřich ze Štampachu, který byl od roku 1597 jediným majitelem, zdědil panství jeho syn Kryštof Abraham ze Štampachu. Ten se zúčastnil stavovského povstání z let 1618–1620, za což mu byl majetek zkonfiskován. Novým majitelem panství se stal Heřman z Questenberka, který ho koupil za osm tisíc kop míšeňských. Kupní smlouva zahrnovala dvůr Nepomyšl, zámek, pivovar a mlýny. Heřman k nepomyšlskému panství připojil ještě Kolešovice, Strojetice a Soběchleby. Zemřel roku 1651 a dědičkami se staly jeho manželka Alžběta a dcera Alžběta provdaná za Gundakara z Ditrichštejna.
Různé větve rodu Ditrichštejnů potom Nepomyšl vlastnily až do roku 1895. Před zrušením roboty tvořilo nepomyšlské panství rozsáhlý majetek, ke kterému patřily kromě výše uvedených vesnice Dvérce, Kryry, Běsno, Vysoké Třebušice, Zlovědice a Holedeč.
Od 10. října 2006 byl obci vrácen status městyse.

## Obyvatelstvo
Při sčítání lidu v roce 1921 zde žilo 1 130 obyvatel (z toho 547 mužů), z nichž bylo čtyřicet Čechoslováků, 1059 Němců, jeden příslušník jiné národnosti a třicet cizinců. S výjimkou čtyř evangelíků, patnácti židů a dvou lidí bez vyznání se hlásili k římskokatolické církvi. Podle sčítání lidu z roku 1930 mělo městečko 1 134 obyvatel: 101 Čechoslováků, 1 017 Němců a šestnáct cizinců. Převažovala římskokatolická většina, ale žilo zde také třináct evangelíků, třináct židů, jeden člen jiných nezjišťovaných církví a šestnáct lidí bez vyznání.
| Městys Nepomyšl                                                               | Městys Nepomyšl | Městys Nepomyšl | Městys Nepomyšl | Městys Nepomyšl | Městys Nepomyšl | Městys Nepomyšl | Městys Nepomyšl | Městys Nepomyšl | Městys Nepomyšl | Městys Nepomyšl | Městys Nepomyšl | Městys Nepomyšl | Městys Nepomyšl | Městys Nepomyšl |
|                                                                               | 1869            | 1880            | 1890            | 1900            | 1910            | 1921            | 1930            | 1950            | 1961            | 1970            | 1980            | 1991            | 2001            | 2011            |
| ----------------------------------------------------------------------------- | --------------- | --------------- | --------------- | --------------- | --------------- | --------------- | --------------- | --------------- | --------------- | --------------- | --------------- | --------------- | --------------- | --------------- |
| Obyvatelé                                                                     | 1 683           | 1 743           | 1 707           | 1 767           | 1 784           | 1 728           | 1 732           | 766             | 706             | 599             | 500             | 403             | 412             | 385             |
| Místní část Nepomyšl                                                          |                 |                 |                 |                 |                 |                 |                 |                 |                 |                 |                 |                 |                 |                 |
| Obyvatelé                                                                     | 1 117           | 1 129           | 1 104           | 1 183           | 1 193           | 1 130           | 1 134           | 558             | 491             | 515             | 394             | 335             | 346             | 309             |
| Domy                                                                          | 156             | 164             | 171             | 183             | 186             | 194             | 201             | 192             | 168             | 128             | 113             | 133             | 133             | 134             |
| Data z roku 1961 zahrnují i domy z místních částí Dětaň, Dvérce a Chmelištná. |                 |                 |                 |                 |                 |                 |                 |                 |                 |                 |                 |                 |                 |                 |

## Místní části
- Nepomyšl
- Dětaň
- Dvérce
- Chmelištná
- Nová Ves

## Pamětihodnosti
- Renesanční zámek Nepomyšl vznikl přestavbou gotické tvrze ze čtrnáctého století. Současná podoba je výsledkem pozdějších barokních a klasicistních úprav.
- Na návsi stojí vedle zámku kostel svatého Mikuláše. Pochází ze čtrnáctého století a v první polovině osmnáctého století byl barokně upraven.[11]
- Kaple
- Boží muka
- Přírodní rezervace Dětanský chlum je náhorní plošina na stejnojmenném vrchu (540 m n. m.) se zakrslou doubravou a teplomilnou květenou.[12][13]
- Lípa v Nepomyšli je památný strom, který roste na pahorku mezi Nepomyšlí a Dvérci na lokalitě zvané U staré kaolínky.[14]

## Osobnosti
- Jan Jeltsch (1756–1822), duchovní

## Galerie

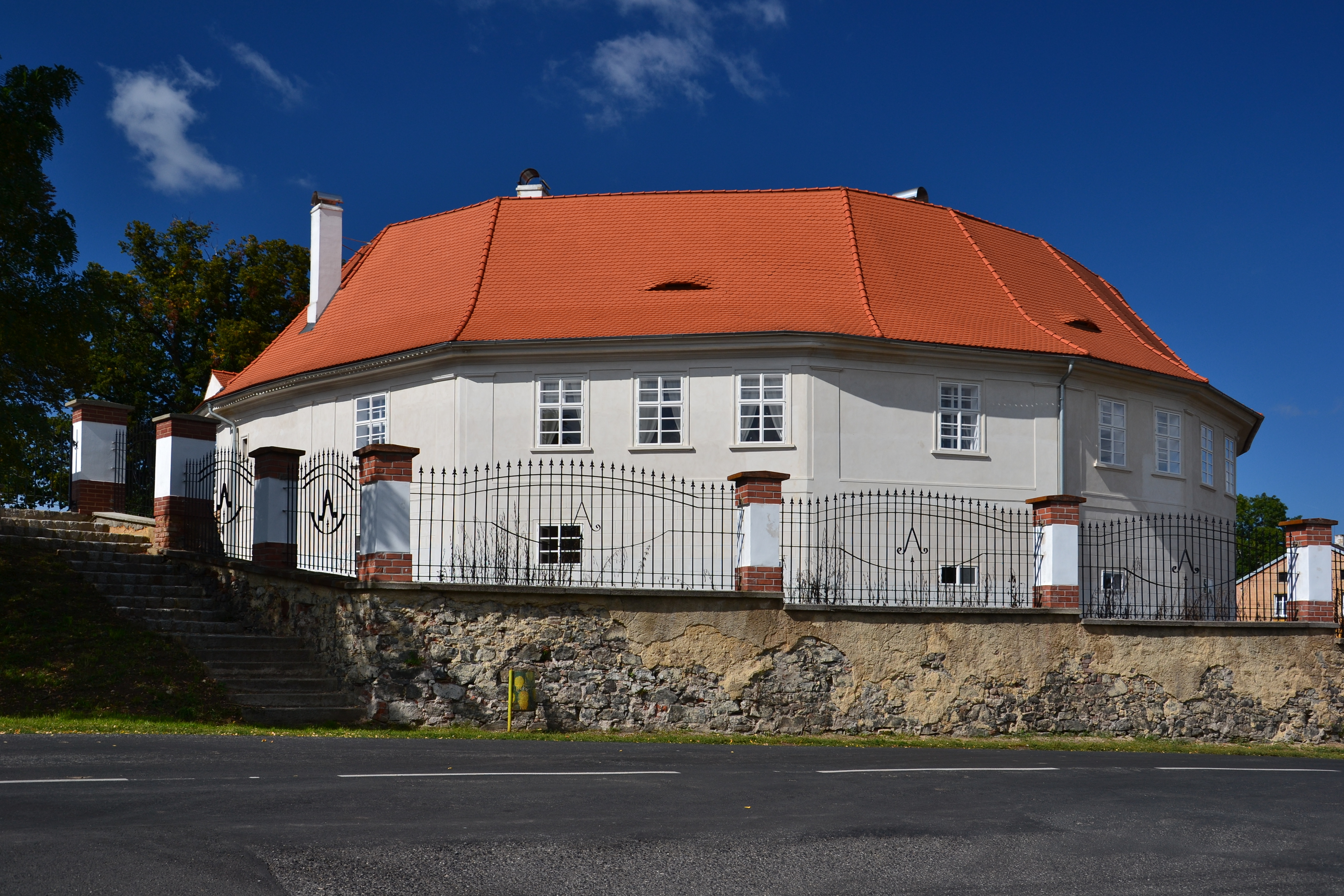
Zámek
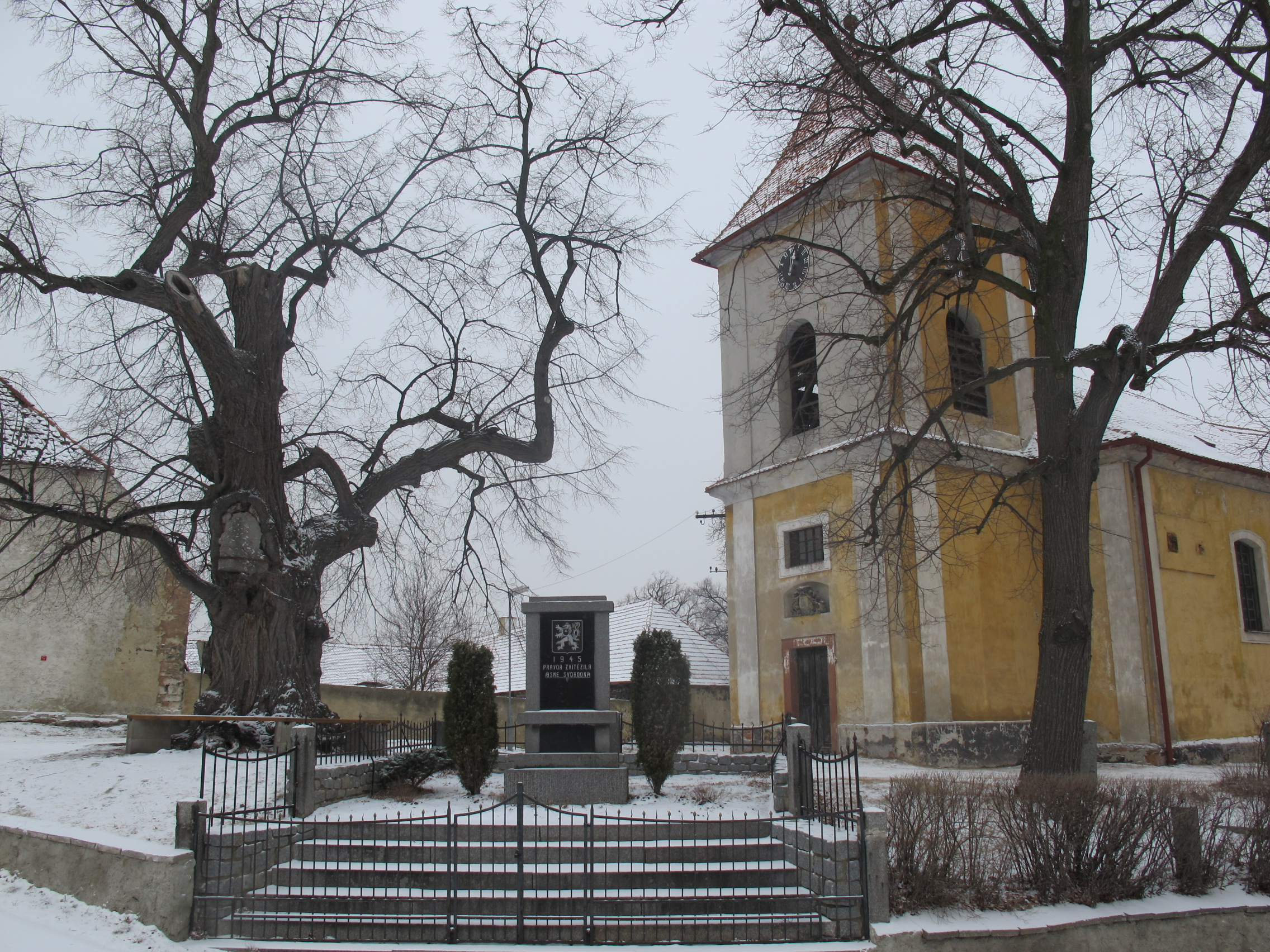
Kostel s pomníkem padlých ve druhé světové válce
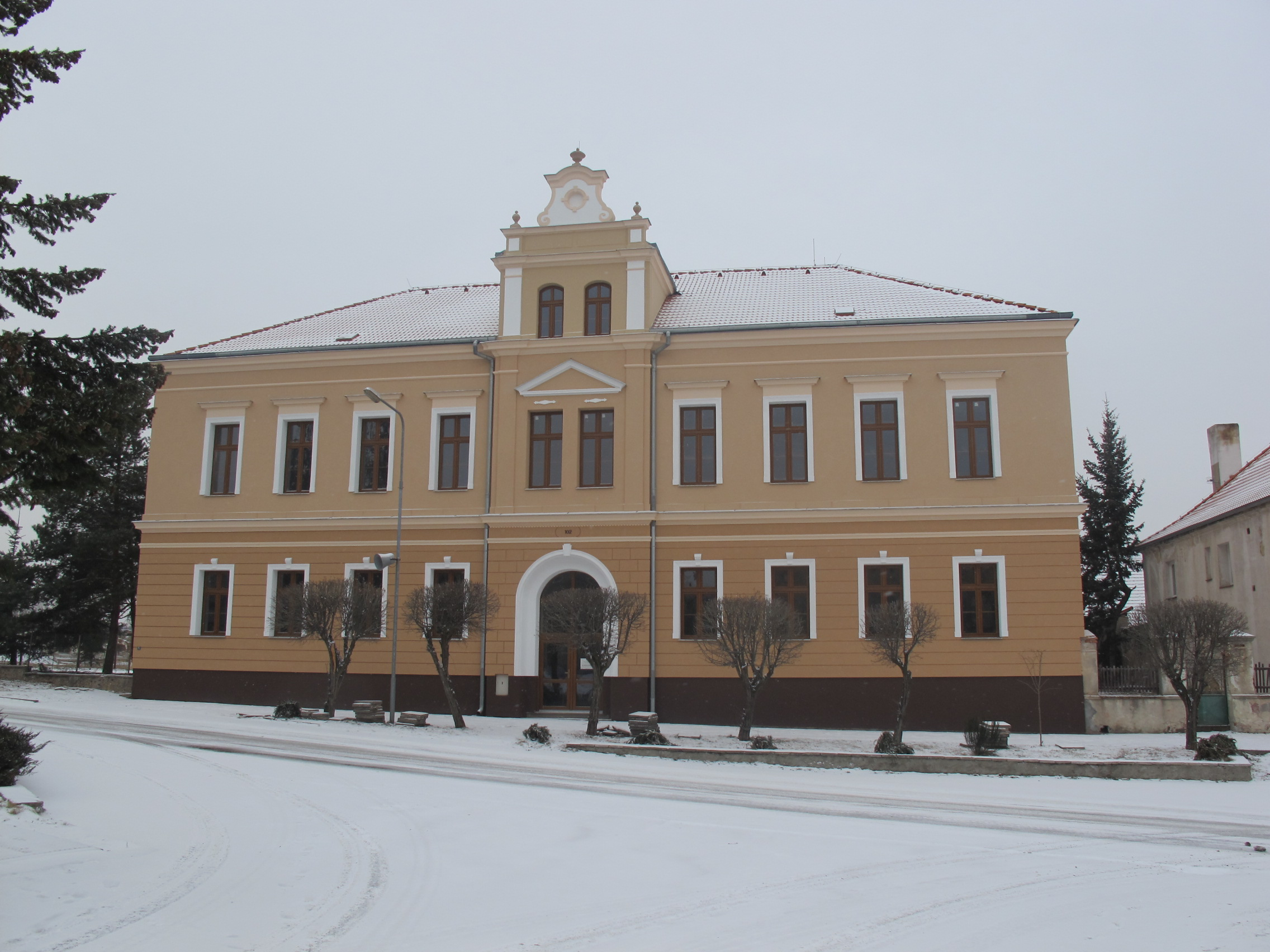
Bývalá škola
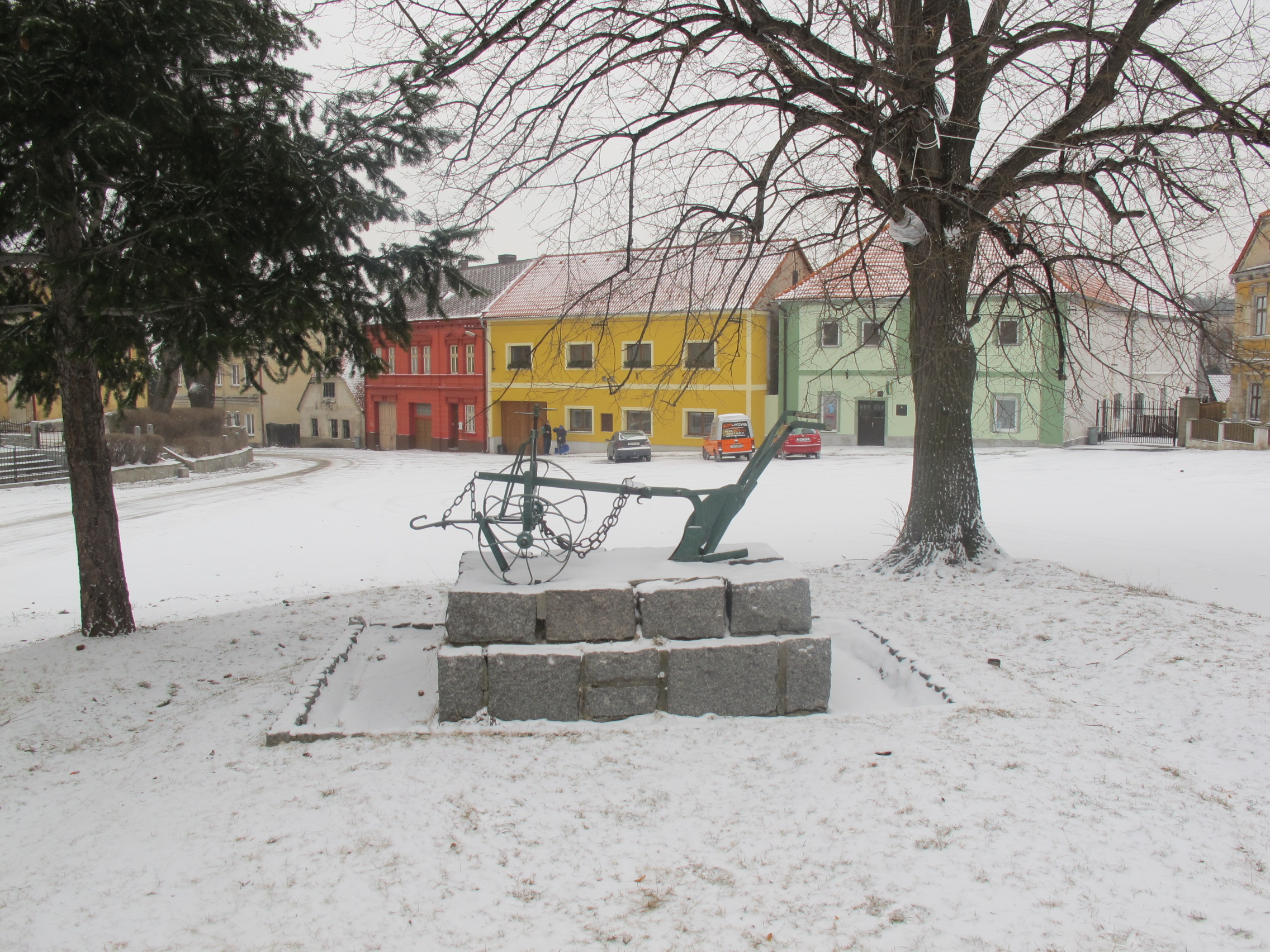
Pomník věnovaný pluhu na návsi
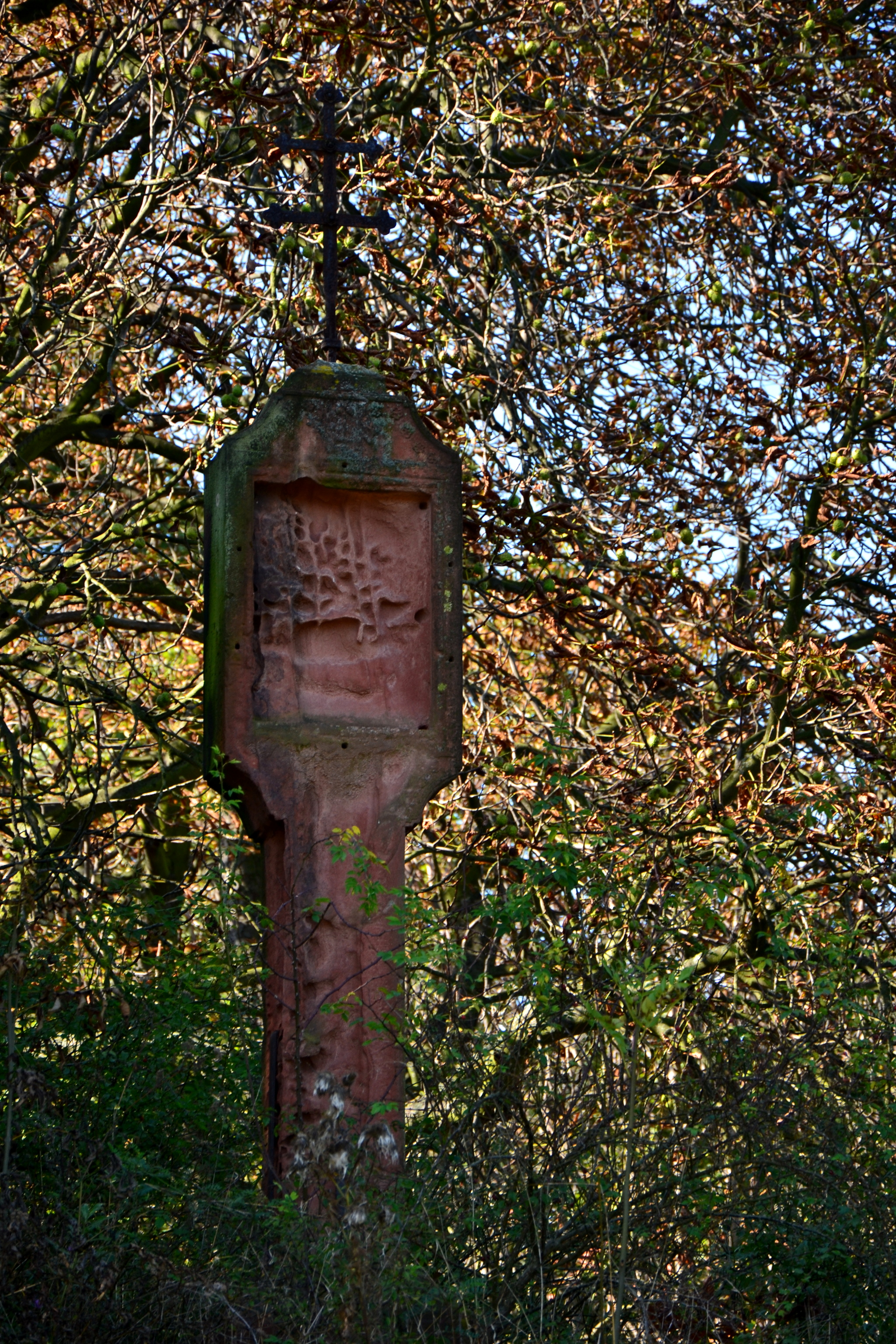
Boží muka u silnice do Dvérců